# 契诃夫之枪
契诃夫之枪（俄语：Чеховское ружьё），又稱契诃夫法则，是一种叙事手法，该手法认为故事中提及的每一个元素都应在后文出场，不然就没有必要提及。该手法常见于戏剧中。该手法因俄國小說家安东·契诃夫多次在与人来往的信件中提及而逐渐知名。

## 概述
契诃夫之枪最早是一种戏剧手法，揭示了故事早期引入故事的元素在故事后期的重要性。
目前学界主流意见认为契诃夫之枪最早出现在契诃夫本人的戏剧《万尼亚舅舅》的第四幕中。不过也有人不认同这种说法，并认为《万尼亚舅舅》中的转折太短不构成契诃夫之枪。
今日，该手法已经不再仅仅用于戏剧，同样出现在小说、故事等文学作品中，成为了一种文学手法。

## 契诃夫提出的法则原型
契诃夫曾在与友人的信件中多次提到这一手法：
- “请将一切与故事无关的事物都从故事中移除。如果你说第一幕中有把枪挂在墙上，那么在第二幕或者第三幕中这把枪必须发射，不然就没必要挂在那。”[2][6]
- 摘自契诃夫与亚历山大·拉扎列夫的信件来往：“如果一把装满子弹的枪不开火，就不要把它放在舞台上——正如如果不遵守诺言就不要允诺。”[7][8][9]。
- 摘自 《戏剧与艺术》1904年7月第28期：《契诃夫回忆录》：“第一幕挂在墙上的枪，第二幕中一定会发射。不然这把枪就没必要挂在那。”[10]

## 反响
欧内斯特·海明威曾讥讽部分英文作家对这一法则的过度追捧：他的一篇文章《小故事的艺术》提及，他在一篇短文《五万大洋》曾一开场就介绍了两个角色，但再也没在故事中出场过。海明威认为细节的确重要，但同时认为读者不必深究每个细节的意义。
后来的部分作家进一步认为，契诃夫之枪的关键在于对于被提及的“枪”应用一定的手法暗示其重要性。